# Arantza Moreno
Arantza Moreno Fernández (* 16. Januar 1995 in Ermua) ist eine spanische Leichtathletin, die sich auf den Speerwurf spezialisiert hat.

## Sportliche Laufbahn
Erste internationale Erfahrungen sammelte Arantza Moreno 2011 bei den Jugendweltmeisterschaften nahe Lille, bei denen sie mit einer Weite von 41,51 m in der Qualifikation ausschied. 2013 belegte sie bei den Junioreneuropameisterschaften in Rieti mit 52,70 m den fünften Platz und 2014 wurde sie bei den Juniorenweltmeisterschaften in Eugene mit 52,08 m Achte. 2015 klassierte sie sich bei den U23-Europameisterschaften in Tallinn mit 55,32 m auf dem fünften Platz und zwei Jahre später gelangte sie bei den U23-Europameisterschaften in Bydgoszcz mit 54,65 m auf Rang elf. 2018 nahm sie erstmals an den Europameisterschaften in Berlin teil, schied dort aber mit 56,33 m bereits in der Qualifikation aus. Anschließend gewann sie bei den Ibero-Amerikanischen Meisterschaften in Trujillo mit 59,37 m die Silbermedaille hinter der Kolumbianerin María Lucelly Murillo. 2019 nahm sie an den Europaspielen in Minsk teil und gelangte dort mit 55,28 m auf Rang 14. 2022 belegte sie bei den Ibero-Amerikanischen Meisterschaften in La Nucia mit 54,13 m den siebten Platz und anschließend schied sie bei den Europameisterschaften in München mit 56,02 m in der Qualifikationsrunde aus. Im Jahr darauf gelangte sie bei der 1. Liga der Team-Europameisterschaft im Rahmen der Europaspiele in Chorzów mit 51,02 m auf Rang zwölf und 2024 belegte sie bei den Ibero-Amerikanischen Meisterschaften in Cuiabá mit 50,79 m den achten Platz.
In den Jahren von 2019 bis 2023 wurde Moreno spanische Meisterin im Speerwurf.